# Teshie
Teshie est une ville du Ghana, située dans la région du Grand Accra, en pays Ga.

## Histoire
Teshie était à l'origine un village de pêcheurs Ga.

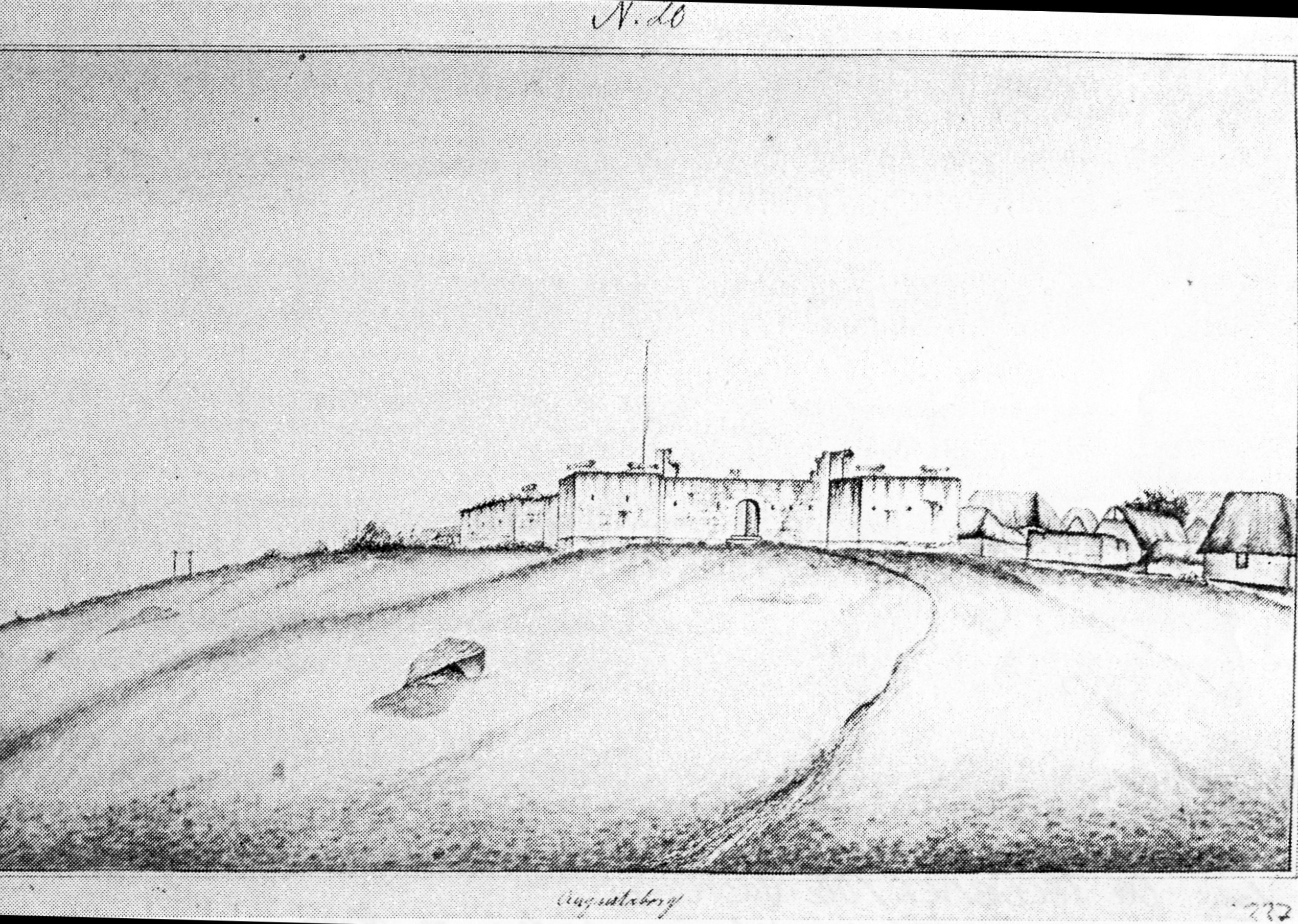
Le fort danois Augustaborg, construit en 1787.

Les premiers Européens à s'établir sur le site actuel de Teshie sont les Danois, qui y ont construit le Fort Augustaborg en 1787. Ce fort a ensuite été occupé par les Britanniques, de 1850 jusqu'à l'indépendance du Ghana le 6 mars 1957. Il ne reste aujourd'hui que des ruines de cette construction.
De par sa proximité avec Accra, l'histoire moderne de Teshie se confond avec celle de la capitale. Le 26 juin 1979, trois semaines après le premier coup d'état du Lieutenant d'aviation Jerry John Rawlings, huit haut-gradés de l'armée ghanéenne dont trois anciens chef d'État (Akwasi Amankwaa Afrifa, Ignatius Kutu Acheampong et Frederick William Kwasi Akuffo) sont exécutés à Teshie.

## Géographie

### Situation et cadre physique
Teshie est une ville côtière dont les plages sont baignées par le Golfe de Guinée. La ligne de côte, rectiligne, est brisée à l'ouest par un petit lagon qui matérialise la frontière avec la ville d'Accra et son quartier de La. Teshie occupe par ailleurs une zone relativement plate.
La ville est située entre la capitale Accra à l'ouest et la ville industrielle et portuaire de Tema à l'est. Dans les médias locaux, il n'est pas rare qu'on se réfère à Teshie-Nungua plutôt qu'à Teshie, en raison de la frontière de moins en moins marquée qui existe entre les communes de Teshie et Nungua. De fait, les services postaux ghanéens considèrent ces deux entités comme ne faisant qu'une.

### Climat
Le climat de Teshie est très proche du climat d'Accra.

### Districts limitrophes
| Akuapim sud (Région orientale) | Akuapim nord (Région orientale) |            |  |
| Ga est                         | Teshie                          | Dangme est |  |
| Accra métropolitain            | Golfe de Guinée                 |            |  |

## Démographie
La population de Teshie augmente au rythme du développement de la Région du Grand Accra et de ses deux centres urbains que sont Accra et Tema. Le nombre d'habitants a ainsi triplé en un quart de siècle. On trouve parmi les habitants de la ville de nombreuses familles qui ont choisi leur lieu de vie à Teshie en raison de la proximité d'Accra et des loyers modérés qui y sont pratiqués.

## Administration
La ville de Teshie est gérée par l'Assemblée municipale de Ledzokuku-Krowor.

## Économie
L'économie traditionnelle de Teshie, en cours de disparition, repose sur la pêche. Toutefois, avec le développement des deux grandes cités qui l'entourent, Teshie se fond peu à peu dans la conurbation d'Accra-Tema, favorisant l'établissement de nombreuses sociétés attirées par des loyers plus bas.

## Transport

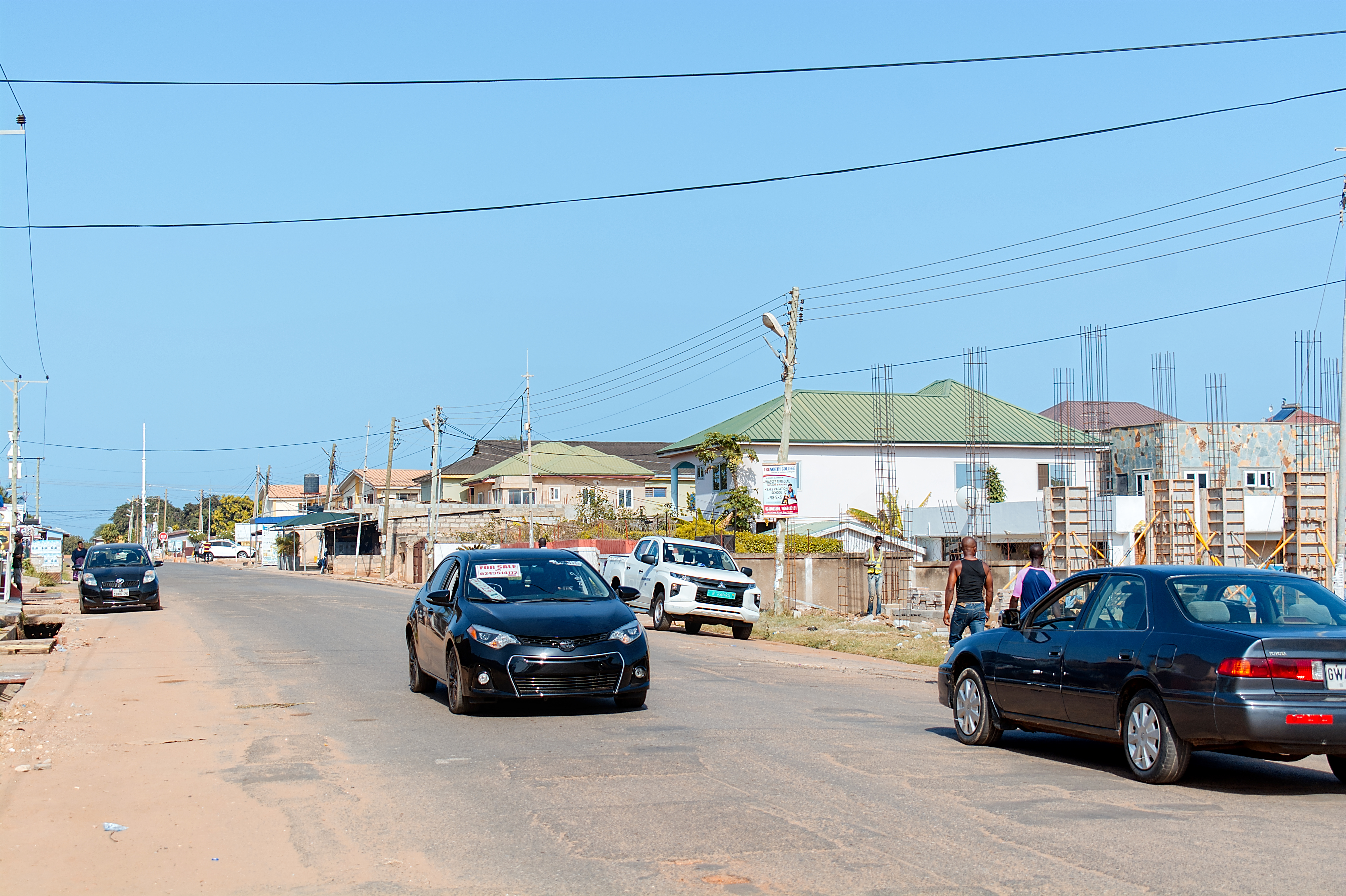
Route à Teshie.

Teshie est desservie par la route côtière qui relie Accra à Tema.

## Culture

### Sculpture

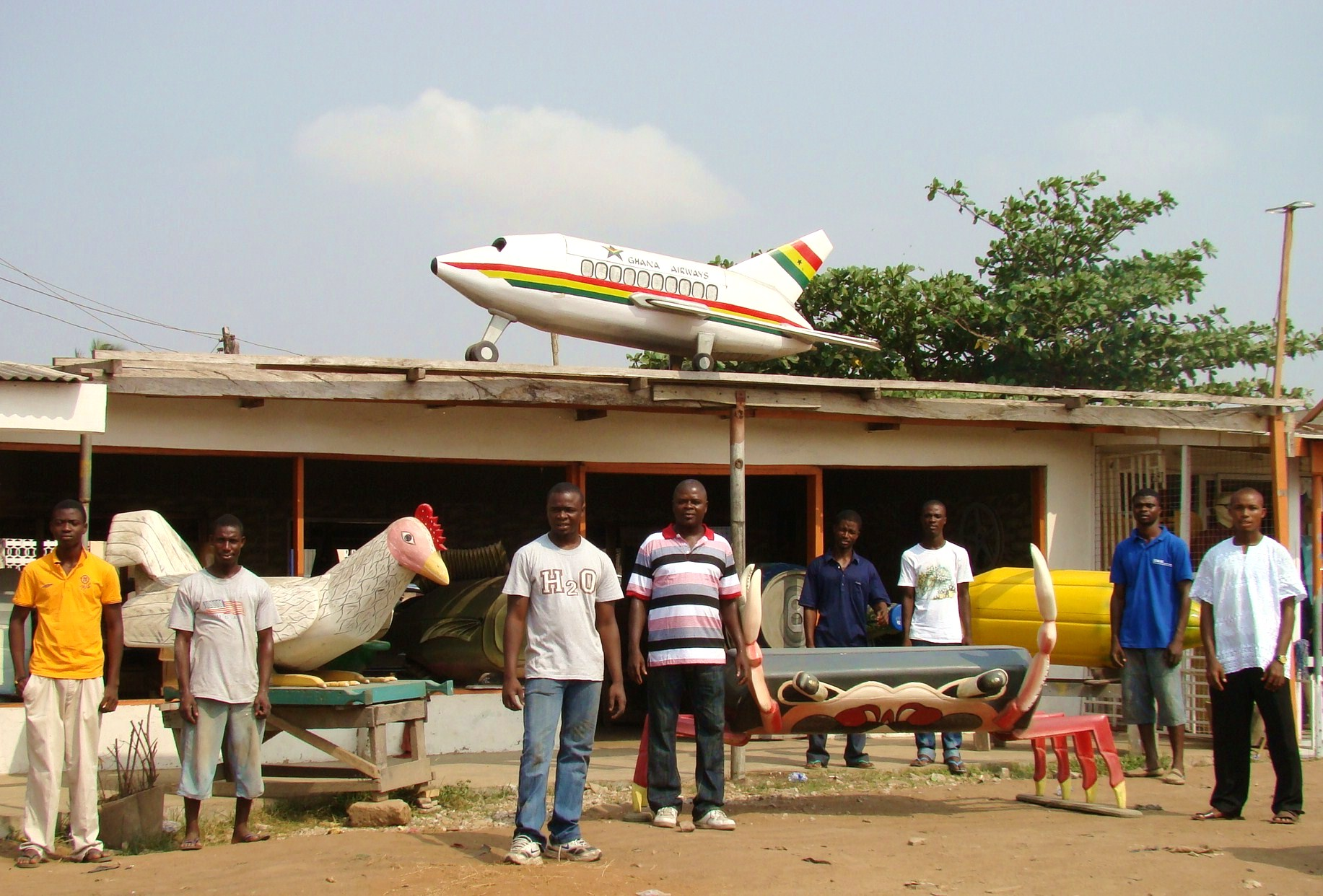
L'atelier Kane Kwei où l'on peut voir plusieurs modèles de cercueils - mise en scène Guy Hersant le 10 janvier 2010

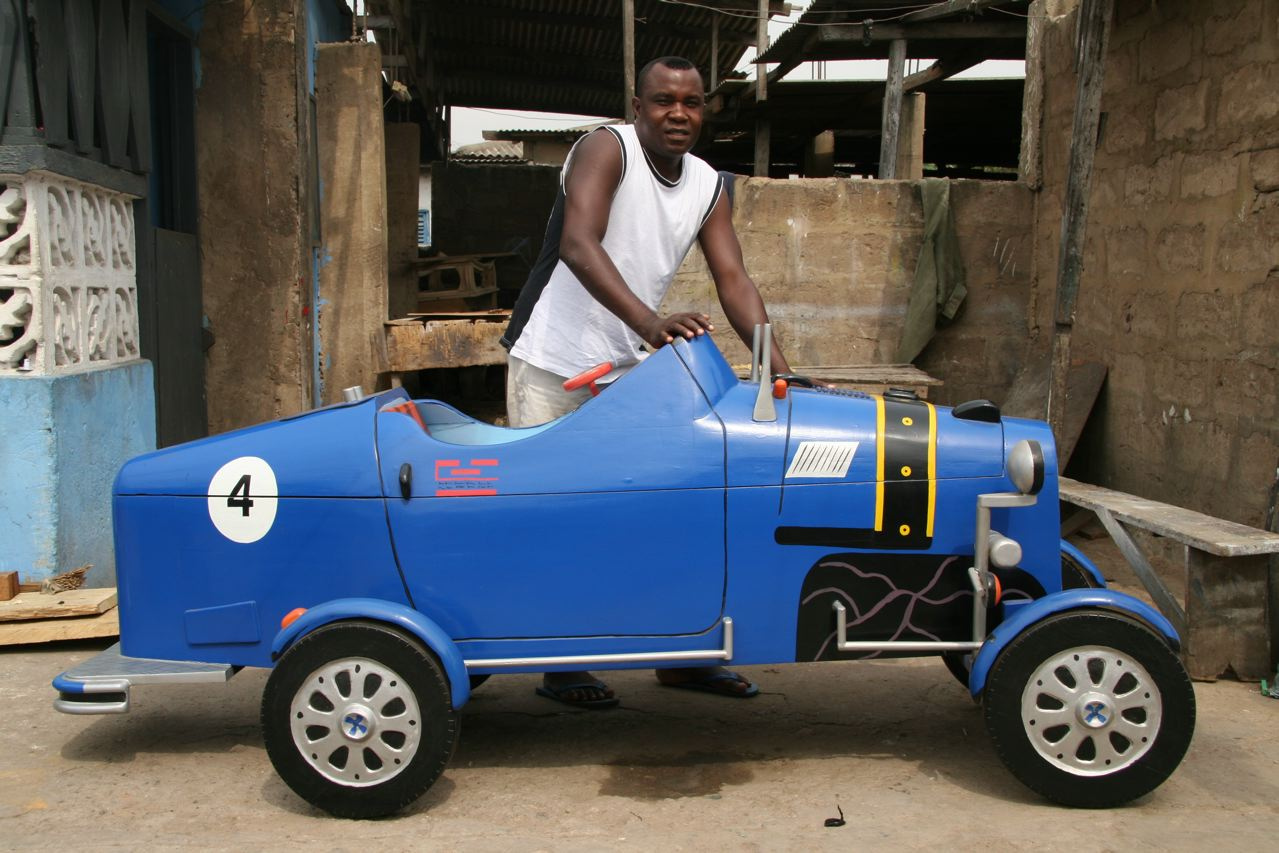
Daniel Mensah ("Hello") et son cercueil "oldtimer". Foto Regula Tschumi (2006)

La ville de Teshie est surtout connue pour sa production de « cercueils de fantaisie », inventés dans les années 50 par Seth Kane Kwei et Ataa Oko de la ville de La située à quelques kilomètres. Ils sont toujours fabriqués par de nombreux artistes-sculpteurs de la ville, dont l'atelier Kane Kwei où travaille Eric Adjetey Anang, héritier légitime de l'inventeur de cette forme d'art éphémère.  Joe Mensah (Hello) dirige aujourd’hui  l'ancien atelier Kane Kwei près de l'arrêt de bus.

### Festivals
Chaque année de mai à août, Teshie organise le festival Ga d'Homowo, qui célèbre le retour de la pluie et la perspective des récoltes après la saison sèche.

### Expositions internationales
- 2011/12.Sainsbury Centre of Visual Arts, Griff Rhys Jones' Ghanaian 'fantasy coffin'
- 2011/12. Miracles of Africa, Hämeenlinna Art Museum, Hämeenlinna et Oulu Museum of Art, Oma, Finnland.

## Tourisme
Grâce à ses plages sur le Golfe de Guinée, Teshie dispose de plusieurs hôtels en bord de mer, surtout fréquentés par les habitants de classe moyenne de la ville, mais aussi par les hommes d'affaires locaux.

## Éducation
Ghana Military Academy and Training School, une des écoles militaires les plus réputées du pays, est basée à Teshie. On compte parmi ses élèves de nombreuses personnalités ghanéennes dont la plus importante est sans doute l'ancien chef d'État  Jerry Rawlings.
Teshie accueille également depuis son inauguration le 24 janvier 2004 le Kofi Annan International Peacekeeping Training Center (KAIPTC). Cet établissement est un centre d’études de prévention des conflits et d’études de paix à vocation sous-régionale.

## Personnalités célèbres nées à Teshie

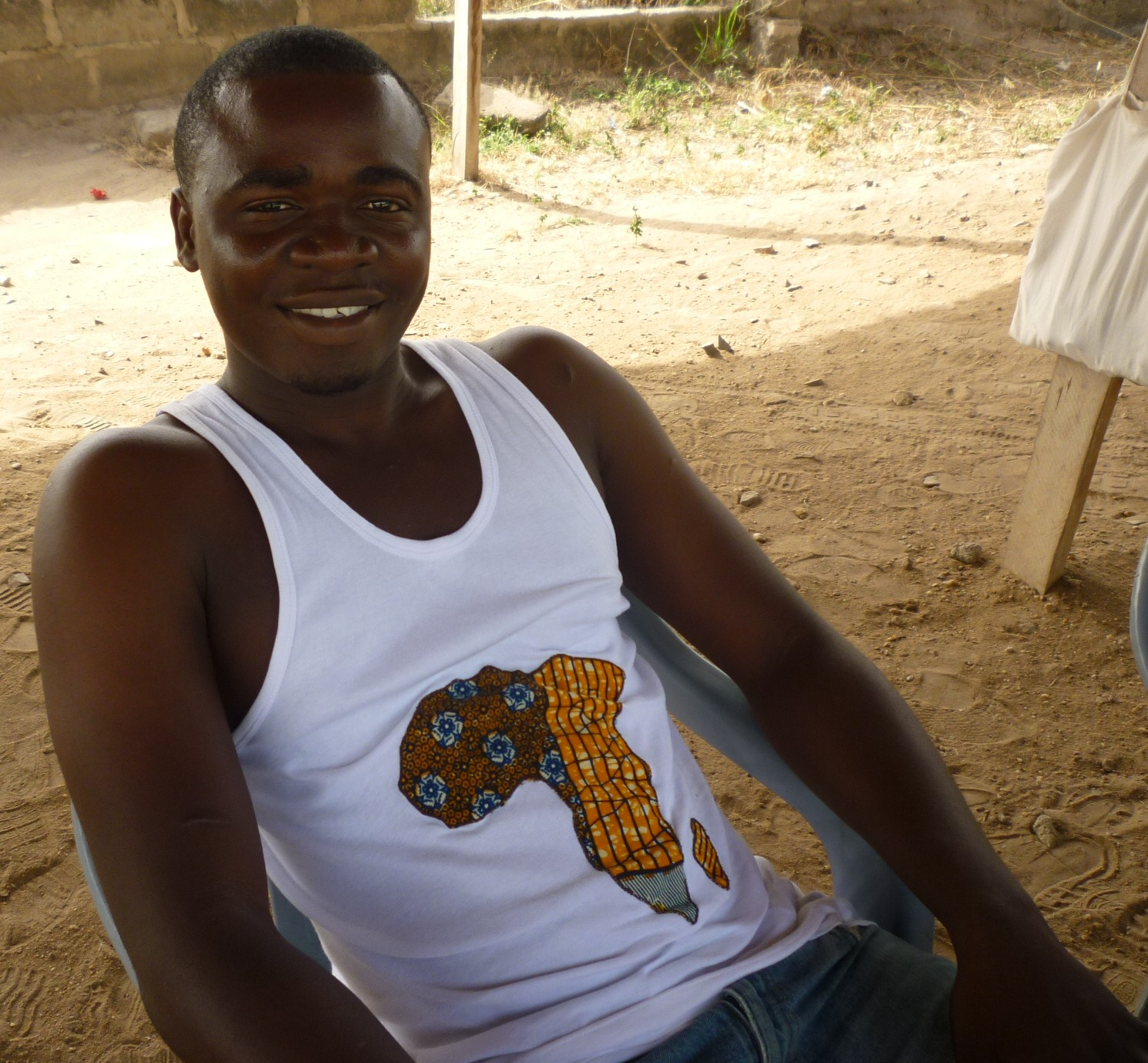
E.A. Anang

- Eric Adjetey Anang, sculpteur (né en 1985) ;
- Seth Kane Kwei, sculpteur (1922-1992).

## Publications
- 2011. Les trésors enterrés des Ga. L’art des cercueils au Ghana. Regula Tschumi. Berne. Benteli.  (ISBN 978-3-7165-1663-8). Daniel Mensah "Hello": p. 132-133, 243; Seth Kane Kwei: p. 124-131, 242.